# 海丰县农民协会旧址
海丰县农民协会旧址，位于中国广东省汕尾市海丰县桥东，为海丰县的一个县级文物保护单位，类型为近现代重要史迹及代表性建筑，公布时间为1963年。
海丰县农民协会旧址的历史年代为1927-1928年。

## 建筑
建筑面宽五间21.3米，进深二座21.7米。抬梁式梁架，两侧筑有封火墙。

## 历史
建筑原为桥东马氏祖祠。1925年，在广东省农会的领导下，全省农会组织统称“农民协会”。
1925年至1927年海丰县农民协会在此办公。